# Snårestads socken
Snårestads socken i Skåne ingick i Ljunits härad, ingår sedan 1971 i Ystads kommun och motsvarar från 2016 Snårestads distrikt.
Socknens areal är 11,89 kvadratkilometer varav 11,84 land. År 2000 fanns här 327 invånare. Orten Charlottenlund med Charlottenlunds slott samt kyrkbyn Snårestad med  sockenkyrkan Snårestads kyrka ligger i socknen. 

## Administrativ historik
Socknen har medeltida ursprung.
Vid kommunreformen 1862 övergick socknens ansvar för de kyrkliga frågorna till Snårestads församling och för de borgerliga frågorna bildades Snårestads landskommun. Landskommunen uppgick 1952 i Ljunits landskommun som uppgick 1971 i Ystads kommun. Församlingen uppgick 2002 i Ljunits församling.
1 januari 2016 inrättades distriktet Snårestad, med samma omfattning som församlingen hade 1999/2000.  
Socknen har tillhört län, fögderier, tingslag och domsagor enligt vad som beskrivs i artikeln Ljunits härad. De indelta soldaterna tillhörde Södra skånska infanteriregementet, Herresta kompani.

## Geografi
Snårestads socken ligger väster om Ystad vid Östersjökusten. Socknen är en småkuperad odlingsbygd på Söderslätt.

## Fornlämningar
Från stenåldern är boplatser funna. Från bronsåldern finns 15 gravhögar, nu delvis överodlade. 

## Namnet
Namnet skrevs 1502 Snarstade och kommer från kyrkbyn. Efterleden är sta(d), 'plats, ställe'. Förleden innehåller troligen snår.